# Eusebio Fernández Cuesta y Palafox
Eusebio Fernández Cuesta y Palafox (1847-1885) fue un pintor español.

## Biografía
Pintor natural de Madrid, donde nació en 26 de julio de 1847, era hijo de Nemesio Fernández Cuesta y Bárbara Palafox. Hizo sus primeros estudios bajo la dirección de Ramón de Salvatierra, y los prosiguió con Pablo Gonzalvo y en la Escuela especial de Pintura. Fue autor de numerosas copias del Real Museo, y varios retratos de particulares, entre los que sobresalían los de Ventura Ibáñez, duque de Valencia; el duque de Tetuán, el marqués de los Castillejos, Nicolás Rivero, Sánchez Rubio, La partida de brinca y La boda en un pueblo, que presentó en la Exposición de Madrid de 1871. Fue caballero de la Orden de Isabel la Católica y profesor de la Escuela Nacional de Sordomudos y de Ciegos. Habría fallecido en 1885, el día 31 de diciembre.